# Floris Cohen
Hendrik Floris Cohen (Haarlem, 1 juli 1946) is een Nederlandse wetenschapshistoricus, en bijzonder hoogleraar in de vergelijkende geschiedenis van de natuurwetenschap. In 2008 won Cohen de Eureka! prijs voor zijn boek De herschepping van de wereld. 

## Levensloop
Cohen studeerde geschiedenis aan de Rijksuniversiteit Leiden en studeerde in 1970 af in de sociaal-economische geschiedenis met als bijvak geschiedenis van de natuurwetenschap. In 1974 promoveerde hij op het proefschrift Om de vernieuwing van het socialisme. De politieke oriëntatie van de Nederlandse sociaal-democratie 1919-1930 over de vernieuwingsdrang in de Nederlandse sociaaldemocratie in het eerste decennium na de Eerste Wereldoorlog. 
Van 1975 tot 1982 was hij als wetenschappelijk medewerker verbonden aan het Museum Boerhaave in Leiden. Van 1982 tot 2001 was hij hoogleraar geschiedenis van de natuurwetenschap aan de Universiteit Twente. Van 1984 en 1991 schreef hij verder regelmatig columns over de wetenschap en universiteit voor het dagblad Trouw. In 2006 werd hij benoemd tot bijzonder hoogleraar in de Vergelijkende geschiedenis van de natuurwetenschap aan de Universiteit Utrecht.

## Persoonlijk
Floris Cohen is de broer van Job Cohen, de voormalige burgemeester van Amsterdam en zoon van de historicus Dolf Cohen.

## Selecte bibliografie
- 1974. Om de vernieuwing van het socialisme. De politieke oriëntatie van de Nederlandse sociaal-democratie 1919-1930. Universitaire Pers Leiden.
- 1975. De strijd om de academie. De Leidse universiteit op zoek naar een bestuursstructuur (1967-1971). Boom Meppel.
- 1984. Quantifying Music. The Science of Music at the First Stage of the Scientific Revolution, 1580-1650. Reidel Dordrecht.
- 1994. The Scientific Revolution. A Historiographical Inquiry. University of Chicago Press.
- 2007. Krasse taal in Utrechts aula: Christendom en Islambeschaving in hun verhouding tot het ontstaan van de moderne natuurwetenschap. Oratie Universiteit            Utrecht, 19 oktober 2007. Utrecht: Universiteit Utrecht.
- 2007. De herschepping van de wereld. Het ontstaan van de moderne natuurwetenschap verklaard. Amsterdam : Bert Bakker.
- 2010. Isaac Newton en het ware weten. Amsterdam : Bert Bakker.
- 2010. How Modern Science Came Into the World. Four Civilizations, One 17th Century Breakthrough. Amsterdam: Amsterdam University Press.
- 2016. Het knagende weten. Amsterdam: Prometheus, 2016.
- 2020. De ideale universiteit. Amsterdam: Prometheus, 2020.
- 2021. Experiment Mensheid (als co-auteur met † Rob Wentholt). Amsterdam, Prometheus, 2021.

## Over Cohen
- Theo Meijering (1986). "Klank en wanklank in de wetenschapsgeschiedenis". In: Kennis en Methode, Jaargang 10, 1986, pag. 204 t/m 220.